# Podemos recordarlo por usted al por mayor
Podemos recordarlo por usted al por mayor o Podemos recordarlo todo por usted (We Can Remember It for You Wholesale, en inglés) es un cuento de ciencia ficción escrito por Philip K. Dick y publicado en abril de 1966 en The Magazine of Fantasy & Science Fiction. Representa un clásico enmarañado acerca de la realidad, la falsa memoria y la memoria real. La historia está incluida en la colección del mismo nombre.

## Argumento
Douglas Quail, un hombre simple y ordinario, desea visitar Marte. Incapaz de permitírselo, visita una empresa, Rekall, Inc., que ofrece memorias implantadas. La tentativa de implantar algunos recuerdos marcianos vivos en Quail como un agente secreto revela que es en realidad un agente encubierto del gobierno al que le fueron manipulados sus recuerdos debido a lo peligroso de los secretos que conocía. El personal de Rekall consigue deshacerse de Quail rápidamente, mientras que el gobierno lo busca para acabar con él, pero al final consiguen hacer un trato: implantarán a Quail un recuerdo que deseaba desde su infancia en el que se convierte en un héroe para la humanidad, por lo que se dirige de nuevo a Rekall para el proceso de implantación de recuerdos, que sorpresivamente ha de volver a ser suspendido cuando descubran que este antiguo recuerdo no es un anhelo, sino otro recuerdo suprimido.

## Adaptaciones

### Cine

#### Total Recall(1990)
El argumento fue la inspiración para la película de ciencia ficción de 1990 Total Recall, protagonizada por Arnold Schwarzenegger. En la película, el héroe, renombrado Quaid, en realidad viaja a Marte, pero la escena inicial de implantación de memoria presagia la mayor parte de lo que conseguirá después: matar a los villanos, conseguir a la chica, salvar el planeta. El guion mantiene una ambigüedad deliberada en cuanto a si los acontecimientos ocurren en el mundo físico o solo en la propia fantasía de Quaid, una decisión intencional por parte del director Paul Verhoeven.

#### Total Recall(2012)
El 2 de agosto de 2010, Doug Belgrad y Matt Tolmach, presidentes de Columbia Pictures, anunciaron que Len Wiseman estaba en la etapa final de negociaciones para dirigir una nueva versión de la obra de Philip K. Dick. La misma fue estrenada en 2012, y está protagonizada por Colin Farrell en el papel de Quaid/Hauser, Jessica Biel como su pareja de aventuras y Kate Beckinsale como su antagonista.

### Televisión
En el año 1999, el canal canadiense CHCH-TV, emitió una serie de 22 capítulos llamada Total Recall 2070. De producción germano-canadiense, la serie sería luego retransmitida por la televisión estadounidense, pero con escenas de desnudez o violencia censuradas, así como el lenguaje. De característica estética cyberpunk, varios detalles de la trama podían también ser asociados con el largometraje Blade Runner (1982) y la novela ¿Sueñan los androides con ovejas eléctricas? en que este último se basó.

### Manga y anime
En 1978 el mangaka Buichi Terasawa creó el manga Cobra para la revista Shūkan Shōnen Jump, el cual inspira el inicio de la historia en la trama de este relato y que se mantendría en publicación hasta 1984 con un total de 18 volúmenes recopilatorios. En 1982 el estudio TMS Entertainment crearía una versión animada de 31 capítulos para la cadena Fuji Television, siendo transmitida en Latinoamérica desde mediados de la década de 1980 hasta comienzos de la de 1990 en Argentina, Chile, Bolivia, Perú, Venezuela y República Dominicana.